# Samaritaner

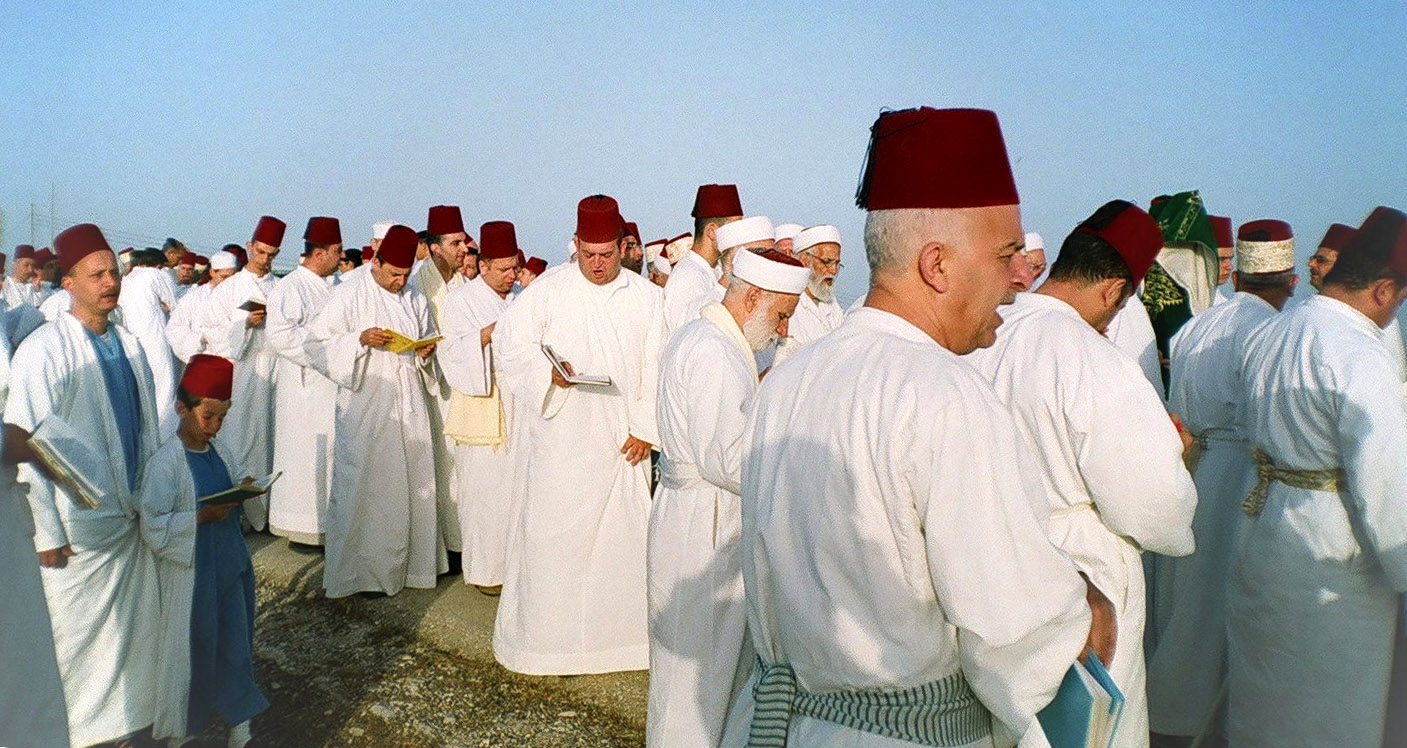
Betende Samaritaner am Berg Garizim

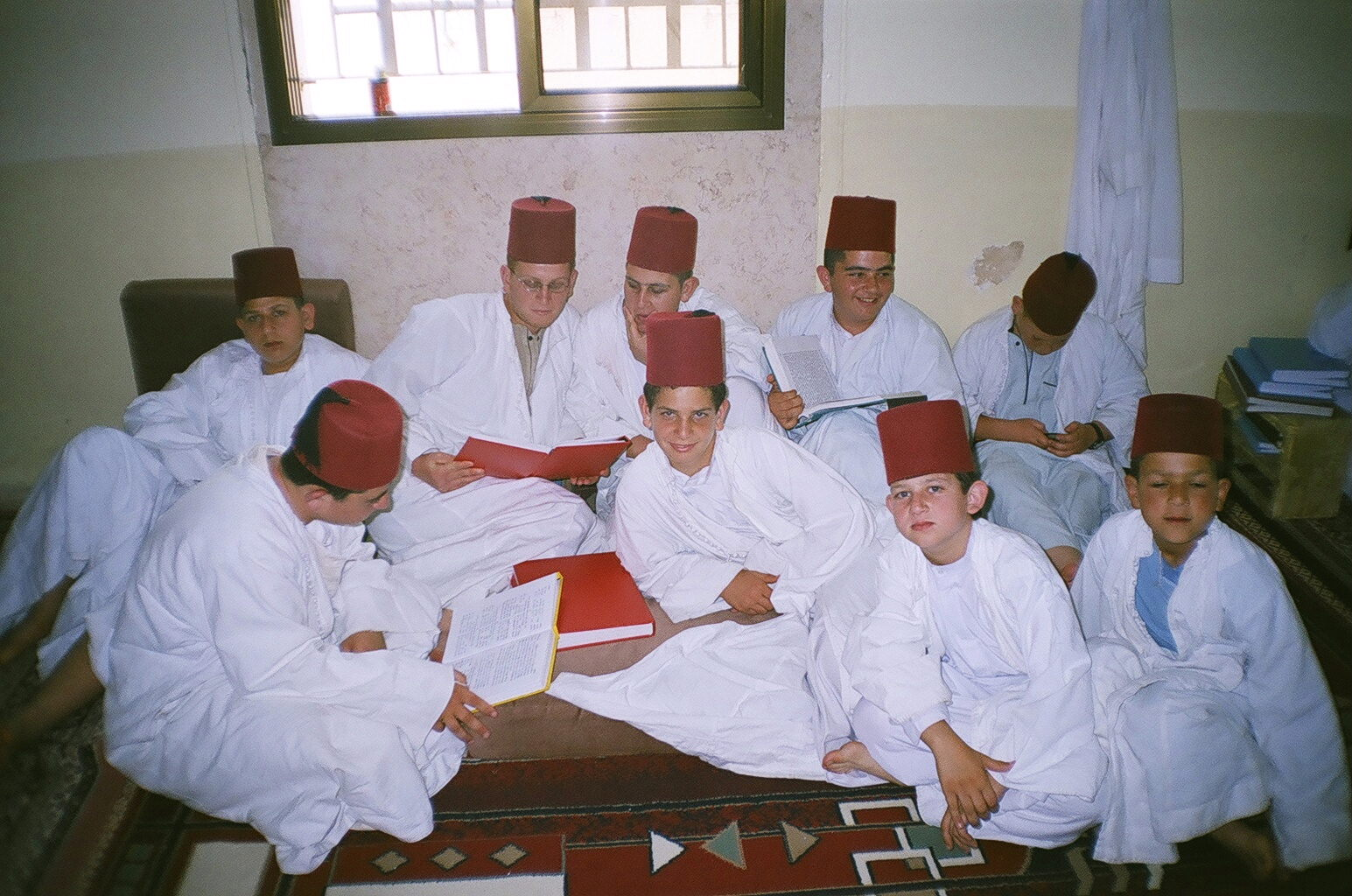
Junge Samaritaner beim Studium der Fünf Bücher (Samaritanischer Pentateuch)

Die Samaritaner oder Samariter sind eine ethnisch-religiöse Gemeinschaft, die wie das Judentum aus dem Volk der Israeliten hervorgegangen ist.
Heute gibt es etwa 840 Samaritaner (Stand 2022). Sie leben im Dorf Kiryat Luza auf dem Berg Garizim bei Nablus im Westjordanland und in der israelischen Stadt Cholon bei Tel Aviv.

## Name
Unterschieden werden Bewohner von Samaria (hebräisch שׁוֹמְרוֹנִים šomronīm) und die israelitischen Samaritaner (hebräisch שַׁמֶרִים šamærīm). Der Begriff Schomronim bezeichnet die Bewohner von Samaria. Er leitet sich vom Namen der Stadt Samaria (hebräisch שׁוֹמְרוֹן šomron) ab. Die Schamerim hingegen sind eine israelitische Glaubensgemeinschaft. Nicht alle Bewohner Samarias, also nicht alle Schomronim, sind auch Schamerim.
Der hebräische Begriff shamerim bedeutet „Bewahrer“, „Beobachter“ oder „Observanten“. Die Schamerim (israelitische Samaritaner) verstanden und verstehen sich als Observanten und Einhalter der Tora bzw. Pentateuch. Sie sehen sich als die Nachkommen der Kinder Israels und Vertreter deren Gottesbildes.
Der Ausdruck des Barmherzigen Samariters geht auf ein Gleichnis Jesu im Neuen Testament bei Lukas (10,30–37 ) zurück. In dieser Erzählung erhält ein Schwerverletzter, den ein jüdischer Priester und ein Levit achtlos liegen ließen, Hilfe von einem Samaritaner. Der Samaritaner versorgte die Wunden des Verletzten, brachte ihn in eine Herberge und bezahlte für seine weitere Pflege. Damals galten die Samaritaner den Juden als fehlgeleitete Abtrünnige und wurden geringgeschätzt.

## Geschichte

### Anfänge
Laut biblischer Darstellung schlossen sich die zehn Stämme im Norden Israels nach der Teilung des davidisch-salomonischen Reiches Israel – durch Auflösung der „Personalunion“, die demnach unter David und Salomo bis ca. 926 v. Chr. bestanden haben soll – zum Nordreich Israel mit einem Wahlkönigtum zusammen. Ihre Hauptstadt war während der Herrschaft der Omriden im 9. Jahrhundert v. Chr. zunächst Sichem (das heutige Nablus), später Samaria.
Ein Teil dieser Bevölkerung war von den im Assyrischen Großreich durchgeführten Deportationen, die im Jahr 722 v. Chr. auch die Einwohner Israels betrafen, verschont; offenbar wurden vor allem Angehörige der Oberschicht der israelitischen Bevölkerung deportiert. Die verbliebenen Bewohner vermischten sich in der Folgezeit mit von den Assyrern angesiedelten Bevölkerungsgruppen aus dem Osten (Babel, Awa, Hamta, Sefarwajim und Kuta) (2 Kön 17,24 ). Diese Mischbevölkerung wird später in den historischen Quellen oft als Samaritaner bezeichnet. Nach der Stadt oder dem Fluss Kuta wurden die Samaritaner von Flavius Josephus in seinen „Jüdischen Altertümern“ und in der rabbinischen Literatur als „Kutäer“ bezeichnet. Sie bewahrten eine im Vergleich zum nachexilischen und insbesondere zum rabbinischen Judentum ältere Auffassung von der israelitischen Religion mit einem eigenen zentralen Heiligtum, einer eigener Liturgie und dem samaritanischen Pentateuch. Nur diesen betrachten die Samaritaner als heilige Schrift, den Talmud mit Mischna und Gemara lehnen sie ab. Die Selbstbezeichnung der Samaritaner lautet auf Hebräisch „Schamerim“ (Bewahrer). Sie verstehen sich als Nachfahren der (nord-)israelitischen Stämme Ephraim und Manasse.

### Heiligtum und Tempel auf dem Garizim

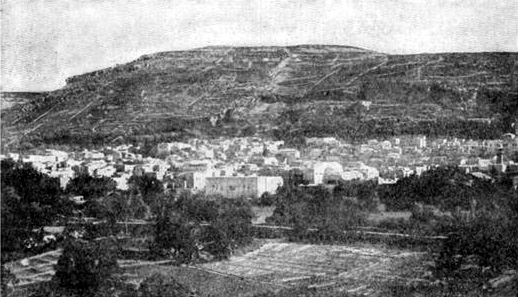
Berg Garizim (Aufnahme von 1900)

Die Oberschicht des Südreiches (bestehend aus Juda und Benjamin) war 586 v. Chr. von den Babyloniern nach Mesopotamien verschleppt worden. Nachdem die Perser die Herrschaft über Babylonien errungen hatten, durften die Juden in verschiedenen Wellen nach Judäa zurückkehren. Unter Serubbabel, einem Davididen, bauten sie den Jerusalemer Tempel wieder auf (um 520 v. Chr.). Die Samaritaner wollten dabei mithelfen. Ihr Wunsch wurde abgelehnt (Esra 4,3 ). Man betrachtete sie nicht als rein-israelitisch. Sie seien in Kontakt mit den fünf angesiedelten Völkern und deren Göttern gekommen.

### Religionsreform durch Esra und Nehemia
Etwa um 440 v. Chr. führten nach dem Bericht der Bibel Esra und Nehemia eine Religionsreform in Juda und Jerusalem durch. Anhänger älterer Traditionen, die der Reform nicht folgen wollten, setzten sich nach Samaria ab. Insbesondere traten Esra und Nehemia gegen Mischehen zwischen Israeliten und Nicht-Israeliten auf (Esra 9  und 10 ): Priester und Leviten sollten keine fremden Frauen heiraten und bestehende Verbindungen dieser Art lösen. So war z. B. Manasseh, der Sohn einer hohenpriesterlichen Familie aus Jerusalem, mit der Tochter des persischen Statthalters von Samaria verheiratet; deswegen wurde er aus Jerusalem ausgewiesen. Er und gleichgesinnte Priester schlossen sich den Samaritanern an. Von da an organisierte er den Priesterdienst am Heiligtum auf dem Berg Garizim.

### Garizim als Ort der Anbetung
Da die Samaritaner keinen Anteil mehr am Tempel in Jerusalem hatten, vertraten sie von nun an die Ansicht, dass der Berg Garizim der richtige Ort für die Verehrung Gottes sei und nicht Jerusalem. Denn vom Berg Garizim sei das Volk Israel gesegnet worden (Dtn 27  und Jos 8 ). Sie beanspruchten deshalb für sich, sie verträten die Gottesverehrung des alten Israel. Um 450/430 v. Chr. errichteten die Samaritaner ein eigenes Heiligtum auf dem Berg Garizim. Größere Umbaumaßnahmen erfolgten im 2. Jahrhundert v. Chr. Dieser Tempel der Samaritaner wurde etwa 128 v. Chr. durch den Hasmonäer Johannes Hyrkanos I. zerstört. Da jedoch noch Münzen späterer Zeit gefunden wurden, dürfte die endgültige Eroberung etwa 112/111 v. Chr. stattgefunden haben.

### Erwartung des Gesalbten
Wie die Juden erwarteten die Samaritaner den Gesalbten Gottes (siehe Messias). Dieser würde jedoch nicht aus dem Stamm Juda, sondern aus dem Stamm Josefs kommen. Im weiteren Gegensatz zu den Juden erwarteten die Samaritaner keinen König, sondern einen Propheten, wie Mose einer gewesen war. Sie bezeichneten ihn als taheb (aramäisch „Wiederhersteller“). Der Taheb würde sie alles lehren und den religiösen Zustand des alten Israel wiederherstellen. Dabei beriefen sie sich auf Dtn 18,18 .

### Gewalt gegen Pilgerzug
Der jüdische Historiker Flavius Josephus berichtet, im Jahr 36 n. Chr. sei ein priesterlicher Anführer aufgetreten, der vorgab, der erwartete Taheb zu sein. Mit großem Gefolge sei er zum Berg Garizim gezogen, und viele der Männer hätten Waffen getragen. Auf dem Berg wollte der Anführer dem Volk die heiligen Gefäße zeigen, die Mose dort einst niedergelegt haben soll. Dies habe als Zeichen dienen sollen, dass er der erhoffte Taheb sei. Pontius Pilatus ließ den Zug zum Berg Garizim gewaltsam unterbinden.

### Aufstände in der Spätantike
In der Spätantike kam es mehrmals zu vergeblichen Aufständen der Samaritaner gegen die oströmische Regierung, besonders in den Jahren 484 und 529. Während dieser Aufstände wurden die Anführer Justasas und Julian ben Sabar sogar zu Königen gekrönt, bald darauf aber gefangen genommen und getötet.
In der Zeit des Kalifen ʿUmar ibn al-Chattāb († 644) stellten die Samaritaner eine wichtige Gruppe dar. Gelegentlich wird vermutet, dass es sich bei den Juden von Medina zur Zeit des islamischen Religionsstifters Mohammed († 632) um Samaritaner gehandelt haben könnte.

### Gegenwart
Die Samaritaner leben heute in fünf Familienverbänden in Cholon nahe Tel Aviv und in Nablus im Westjordanland. Die Trennung in zwei etwa gleich große Gruppen, eine stark von der israelischen Gesellschaft beeinflusste und eine, die ihre von der arabischen Umgebung geprägten Bräuche aufrechterhält, führt zuweilen zu Loyalitäts- und Identitätsproblemen. Die Gruppe in Cholon spricht vorwiegend Hebräisch, die Gruppe in Nablus Arabisch.

## Demografie

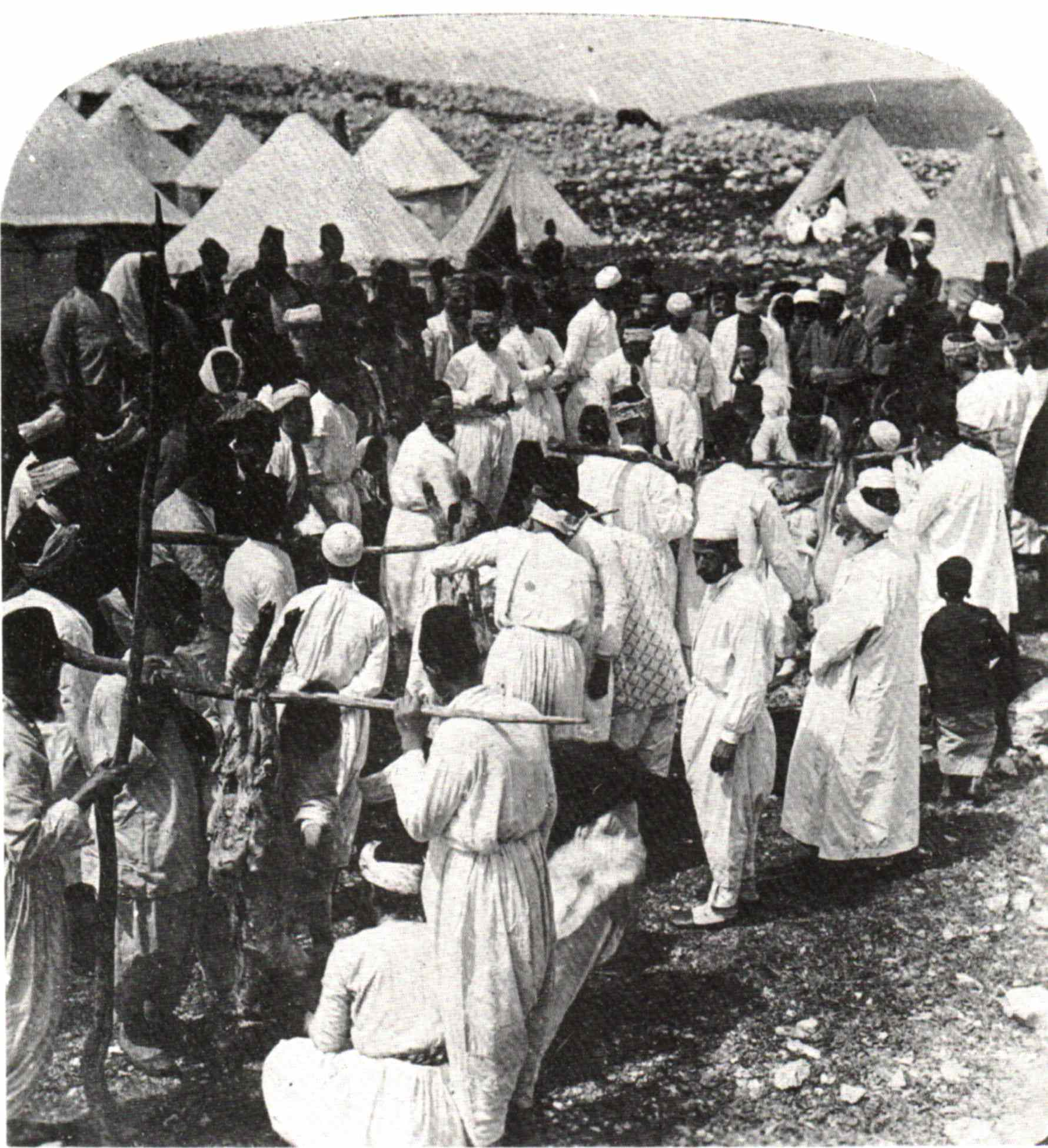
Samaritaner beim Pessachfest (um 1900)

Waren die Samaritaner im Mittelalter noch ein recht zahlreiches Volk, so sank ihre Zahl im Zuge der Islamisierung extrem. Die Samaritaner praktizieren, auch zu ihrem eigenen Schutz, eine strenge Endogamie. Im Jahre 1918 zählten die Briten im damaligen Mandatsgebiet Palästina 146 Samaritaner in fünf miteinander verwandten Familien, davon eine Priesterfamilie.
Seit 1923 ist vom samaritanischen Religionsgesetz her auch die Heirat zwischen Samaritanern und Juden erlaubt, wenn diese zur Religion der Samaritaner übertreten. Seitdem konvertierten einige Jüdinnen und heirateten samaritanische Männer. 1996 überstieg die Zahl der Samaritaner wieder 660. Im Gegensatz zu den Juden – sie sehen die Abstammung von einer jüdischen Mutter als Basis für die Religionszugehörigkeit zum Judentum – ist die Abstammung von männlichen samaritanischen Vorfahren eine Voraussetzung für die Zugehörigkeit zur samaritanischen Religion.
Die samaritanische Gemeinde nennt für das Jahr 1786 ungefähr 100 Mitglieder; 1919 habe es 141 Samaritaner gegeben, und 2018 seien es 810 gewesen. Von den 796 Samaritanern am 1. Januar 2017, darunter 414 Männer und 382 Frauen, lebten 381 Personen am Berg Garizim und 415 im Staat Israel. 2016 wurden 12 Kinder geboren, drei nicht samaritanische Frauen heirateten in die samaritanische Gemeinde ein. Im Jahr 2019 gab es 800 Samaritaner, 874 im Jahr 2022.

## Religion

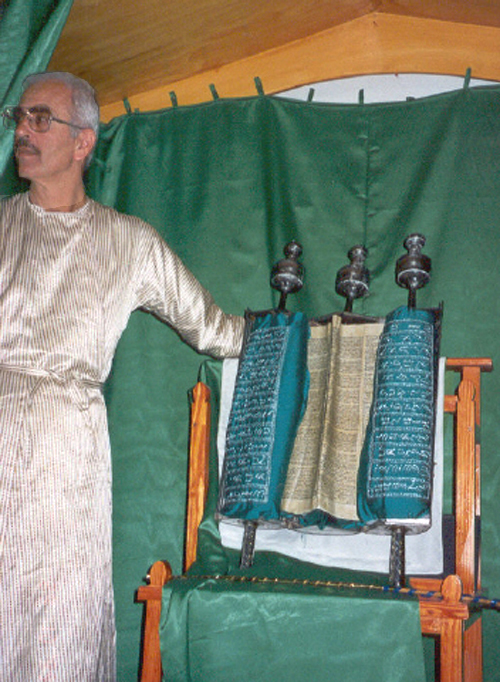
Die samaritanische Tora

Die Samaritaner erkennen von den Schriften der Bibel nur die Autorität der fünf Bücher Mose (Tora bzw. Pentateuch) an. Die samaritanische Tora ist in einer eigenen samaritanischen Schrift geschrieben, die auf der althebräischen Schrift basiert, welche sich aus dem phönizischen Alphabet entwickelt hat. Die heutige hebräische Schrift hingegen ist ursprünglich eine aramäische Schrift, die von den Juden erst während des babylonischen Exils übernommen wurde. Darüber hinaus haben die Samaritaner eine eigene Überlieferungs- und Aussprachetradition ihrer heiligen Schriften und der althebräischen Sprache erhalten können, die für Bibelwissenschaftler und Sprachwissenschaftler gleichermaßen interessant ist.
Für die Samaritaner sind die prophetischen Bücher der Juden nicht von Bedeutung. Vielmehr sind sie der Auffassung, dass sich die Juden, die Abkömmlinge des Südreiches Juda, von der alten israelitischen Gottesvorstellung entfernt hätten, insbesondere während des babylonischen Exils. Die Samaritaner werfen den Juden vor, sie hätten dem Gott Israels menschliche Eigenschaften zugeordnet (so in den prophetischen Büchern des Alten Testaments). Damit hätten sie sich ein Bild von Gott gemacht und gegen das Gebot der Bildlosigkeit verstoßen.
Eine auffällige Eigenheit des samaritanischen Pentateuch ist, dass das zehnte Gebot die Achtung des Bergs Garizim als Zentrum der Anbetung verfügt. Die Zehnzahl ist dennoch gegeben, da das erste jüdische Gebot „Du sollst neben mir keine anderen Götter haben“ lediglich als Einleitung verstanden wird. Das zweite jüdische Gebot ist also das erste Gebot der Samaritaner.
Die Samaritaner haben alte Bräuche bewahrt, die sie teilweise auf die Zeit vor dem babylonischen Exil zurückführen. So kennen sie bis heute das Hohepriestertum sowie das Tieropfer und feiern ihr Neujahrsfest im Frühling, nicht wie heute im Judentum üblich im Herbst.

## Hohepriester
Die Samaritaner haben einen eigenen Hohenpriester, der auf dem Berg Garizim residiert.

### Monographien
- Alan D. Crown: The Samaritans. Mohr, Tübingen 1989, ISBN 3-16-145237-2.
- Alan D. Crown, Reinhard Pummer: A Bibliography of the Samaritans. (= ATLA Bibliography Series, 51). Lanham 32005, ISBN 0-8108-5659-X.
- Alan D. Crown, Reinhard Pummer, Abraham Tal (Hrsg.): A Companion to Samaritan Studies. Mohr, Tübingen 1993, ISBN 3-16-145666-1.
- Ferdinand Dexinger, Reinhard Pummer (Hrsg.): Die Samaritaner. (= Wege der Forschung, 604). Wissenschaftliche Buchgesellschaft, Darmstadt 1992, ISBN 3-534-08557-4.
- Holger Gzella: Aramäisch. Weltsprache des Altertums. Eine Kulturgeschichte von den neuassyrischen Königen bis zur Entstehung des Islams. C.H. Beck, München 2023, ISBN 978-3-406-79348-6, 319–323.
- Magnar Kartveit: The Origin of the Samaritans. (= Vetus Testamentum Supplements, 128). Brill, Leiden, Boston 2009, ISBN 978-90-04-17819-9.
- Reinhard Pummer: The Samaritans. E.J. Brill, Leiden 1987, ISBN 90-04-07891-6.
- Reinhard Pummer: The Samaritans: A Profile. Eerdmans, Grand Rapids, Michigan 2016, ISBN 978-0-8028-6768-1.
- Robert T. Anderson, Terry Giles: The Keepers: An Introduction to the History and Culture of the Samaritans. Hendrickson, Peabody 2002, ISBN 978-0801045479.

### Populärwissenschaftlich
- Matthias Schulz: Gottes vergessene Kinder. In: Der Spiegel. Nr. 15, 2012, S. 120–123 (PDF; 835 KB).
- Günter C. Vieten: Die Samaritaner. Moses wahre Erben. Fotografie von Amos Schliack. GEO Magazin, April 1986, S. 88–102.